# Bezirk Rymanów
Bezirk Rymanów – dawny powiat (Bezirk) kraju koronnego Królestwo Galicji i Lodomerii, funkcjonujący w latach 1854–1867. Siedzibą starostwa było miasto Rymanów.

## Historia
Bezirk Rymanów utworzono w ramach reformy uwłaszczeniowej z okresu Wiosny Ludów (1848–1849), która likwidowała jurysdykcję właściciela ziemskiego nad poddanymi. W Galicji, dominium – jako podstawowa jednostka administracyjna i filar systemu feudalnego straciło rację bytu. Konieczne stało się zatem wprowadzenie nowego systemu administracyjnego, którego zręby powstały w latach 1851–1855. Nowy trójstopniowy podział administracyjny objął 21 cyrkułów (niem. Kreise), 179 małych powiatów (niem. Bezirke) i ponad 6000 gmin (niem. Gemeinde). 
Bezirk Rymanów objął obszar o wielkości 6,0 mil², zamieszkany był przez 28.012 ludzi i podzielony na 38 gmin katastralnych, w tym jedno miasto (Rymanów) i jedno miasteczko (Jaśliska). Wszedł w skład cyrkułu sanockiego, jako jeden z jego jedenastu powiatów. Na samym południu powiat graniczył z Zalitawią.
Po nadaniu Galicji autonomii oraz powołaniu samorządu gminnego i powiatowego w 1865 zlikwidowano cyrkuły (Kreise). Dotychczasowe małe powiaty (Bezirke) w liczbie 179, utrzymały się do 1867 roku, kiedy to w następstwie kolejnej reformy administracyjnej (23 stycznia 1867) zostały zastąpione przez 74 większych powiatów. Obszar zniesionego Bezirk Rymanów wszedł wtedy w skład nowych powiatów sanockiego i krośnieńskiego (vide podzał w tabeli poniżej).

## Podział administracyjny (1854)
| Lp. | Gmina jednostkowa    | Powierzchnia | Ludność | Powiat w 1867 po zniesieniu |
| --- | -------------------- | ------------ | ------- | --------------------------- |
| 1   | Jaśliska (m)         | 790          | 847     | sanocki                     |
| 2   | Posada Jaśliska      | 1839         | 910     | sanocki                     |
| 3   | Czeremcha            | 1688         | 443     | sanocki                     |
| 4   | Daliowa              | 405          | 597     | sanocki                     |
| 5   | Lipowiec             | 1917         | 636     | sanocki                     |
| 6   | Wola Niżna           | 1959         | 594     | sanocki                     |
| 7   | Wola Wyżna           | 1840         | 446     | sanocki                     |
| 8   | Rudawka (Jaśliska)   | 1840         | 446     | sanocki                     |
| 9   | Królik Polski        | 1761         | 747     | sanocki                     |
| 10  | Królik Wołoski       | 980          | 305     | sanocki                     |
| 11  | Szklary              | 1259         | 483     | sanocki                     |
| 12  | Kamionka             | 1186         | 357     | sanocki                     |
| 13  | Zawadka              | 1978         | 1027    | sanocki                     |
| 14  | Rymanów (M)          | 369          | 2142    | sanocki                     |
| 15  | Posada Górna         | 2363         | 802     | sanocki                     |
| 16  | Posada Dolna         | 751          | 649     | sanocki                     |
| 17  | Polany               | 2116         | 604     | sanocki                     |
| 18  | Rudawka z Zawojami   | 763          | 428     | sanocki                     |
| 19  | Tarnawka             | 762          | 295     | sanocki                     |
| 20  | Wisłoczek            | 2078         | 694     | sanocki                     |
| 21  | Wołtuszowa z Desznem | 2427         | 505     | sanocki                     |
| 22  | Bałucianka z Wólką   | 920          | 426     | sanocki                     |
| 23  | Ladzin ze Zmysłówką  | 776          | 462     | sanocki                     |
| 24  | Głębokie             | 1007         | 510     | sanocki                     |
| 25  | Cergowa              | 1397         | 667     | krośnieński                 |
| 26  | Jasionka             | 1147         | 750     | krośnieński                 |
| 27  | Lubatowa             | 2367         | 1466    | krośnieński                 |
| 28  | Besko z Porębami     | 3979         | 1716    | sanocki                     |
| 29  | Milcza z Mymoniem    | 679          | 615     | sanocki                     |
| 30  | Równe                | 2018         | 911     | krośnieński                 |
| 31  | Iwonicz              | 3450         | 1809    | krośnieński                 |
| 32  | Rogi                 | 1571         | 1129    | krośnieński                 |
| 33  | Sieniawa             | 1493         | 834     | sanocki                     |
| 34  | Miejsce              | 1064         | 766     | krośnieński                 |
| 35  | Lubatówka            | 900          | 399     | krośnieński                 |
| 36  | Wróblik Szlachecki   | 711          | 520     | sanocki                     |
| 37  | Klimkówka            | 1870         | 822     | sanocki                     |
| 38  | Bzianka              | 894          | 699     | sanocki                     |

Objaśnienie:
(M) = miasto; (m) = miasteczko